# الذراع (الشرية)

تعديل مصدري - تعديل

الذراع هي إحدى قرى عزلة آل غنيم بمديرية الشرية التابعة لمحافظة البيضاء، بلغ تعداد سكانها 494 نسمة حسب تعداد اليمن لعام 2004.